# 敏捷龍屬 (三疊紀)
敏捷龍屬（學名：Halticosaurus）是獸腳亞目恐龍的一屬，生存於三疊紀晚期的諾利階中期，距今約2億1000萬至2億500萬年前。敏捷龍是屬於腔骨龍超科，化石發現於德國。一些學者認為敏捷龍與理理恩龍是相同物種。但在1984年，塞繆爾·保羅·威爾斯發現兩者的股骨頭及前粗隆部有所差異。
模式種是長踝敏捷龍（H. longotarsus），化石是部份的下頜與牙齒、部份脊椎、一些手臂與後肢骨頭、腸骨的碎片，都是與鞍龍的化石混合在一起。第二個物種是H. orbitoangulatus，後來被發現是屬於鱷形超目。第三個物種是理氏敏捷龍（H. liliensterni），則被建立為獨立屬，理理恩龍。
另一屬於中國發現的恐龍，也被翻譯成敏捷龍（Phaedrolosaurus），容易造成混亂。

## 外部連結
- http://web.me.com/dinoruss/de_4/5a8b382.htm （页面存档备份，存于）
- http://dml.cmnh.org/2001May/msg00024.html （页面存档备份，存于）